# Liste der Naturdenkmale in Mühlenbecker Land
Die Liste der Naturdenkmale in Mühlenbecker Land enthält alle Naturdenkmale der brandenburgischen Gemeinde Mühlenbecker Land im Landkreis Oberhavel, welche durch Rechtsverordnung geschützt sind.
In den Spalten befinden sich folgende Informationen:
- Nr.: Identifizierungsnummer nach veröffentlichter Liste. Sie wird von der unteren Naturschutzbehörde des Landkreises oder der kreisfreien Stadt vergeben. Wenn sie bekannt ist, wird sie angegeben. In dieser Spalte kann sich zusätzlich das Wort Wikidata befinden, der entsprechende Link führt zu Angaben zu diesem Naturdenkmal bei Wikidata.
- Bezeichnung: Benennung des Naturdenkmals, in der Regel wird bei Bäume die Baumart genannt. Bekannte Eigennamen werden mit angegeben.
- Gemarkung: Ort oder Gemarkung, in der sich das Naturdenkmal befindet
- Lage: Nennt die Lage des Naturdenkmals im jeweiligen Ortsteil und die geografischen Koordinaten des Naturdenkmals. Link zu einem Kartenansichtstool, um Koordinaten zu setzen. In der Kartenansicht sind Naturdenkmale ohne Koordinaten mit einem roten beziehungsweise orangen Marker dargestellt und können in der Karte gesetzt werden. Denkmale ohne Bild sind mit einem blauen bzw. roten Marker gekennzeichnet, Denkmale mit Bild mit einem grünen beziehungsweise orangen Marker.
- Beschreibung: die Beschreibung des Naturdenkmales
- Schutzzweck: Erläutert den Grund der Unterschutzstellung
- Bild: Zeigt ein Bild des Naturdenkmales und gegebenenfalls ein Link zu weiteren Fotos im Medienarchiv Wikimedia Commons

## Mühlenbeck
| Bild                                    | Bezeichnung   | Lage                                                       | Beschreibung | Schutzzweck | Nummer |
| --------------------------------------- | ------------- | ---------------------------------------------------------- | ------------ | ----------- | ------ |
| Direkt Bild zu diesem Denkmal hochladen | Alte Linde    | Mühlenbeck, Mönchmühlenallee an der Schildower Grenze ()   |              |             | 148    |
| Direkt Bild zu diesem Denkmal hochladen | 2 alte Linden | Mühlenbeck, Mönchmühlenallee an der Mönchmühle ()          |              |             | 149    |
| Direkt Bild zu diesem Denkmal hochladen | Winterlinde   | Mühlenbeck, an der Mönchmühle (am Schneidemühlenteich?) () |              |             | 150    |

## Schönfließ
| Bild                                    | Bezeichnung   | Lage                                                                                                 | Beschreibung               | Schutzzweck | Nummer |
| --------------------------------------- | ------------- | --- | -------------------------- | ----------- | ------ |
| Direkt Bild zu diesem Denkmal hochladen | Buche         | Schönfließ, Kindelwald, Abt. 1202; Flur 2, Flurstück 131 ()                                          |                            |             | 173    |
| Direkt Bild zu diesem Denkmal hochladen | Eiche         | Schönfließ, am Hundeplatz, Glienicker Straße, ca. 100–150 m von der Straße; Flur 2, Flurstück 241 () |                            |             | 174    |
| Direkt Bild zu diesem Denkmal hochladen | Eiche         | Schönfließ, am Kindelsee; Flur 2, Flurstück 188 ()                                                   |                            |             | 175    |
| BW                                      | Eiche         | Schönfließ, auf der Wiese am Beegraben; Flur 2, Flurstück 179 (52° 39′ 43,6″ N, 13° 19′ 36,9″ O)     | bezeichnet als Kaisereiche |             | 176    |
| Direkt Bild zu diesem Denkmal hochladen | Eiche         | Schönfließ, Dorfplatz, in der Nähe der Kirche; Flur 1, Flurstück 303 ()                              |                            |             | 177    |
| Direkt Bild zu diesem Denkmal hochladen | 11 Eichen     | Schönfließ, Kindelsee Abt. 1202, am Wege vom Kindelweg; Flur 2, Flurstück 181, 183 ()                |                            |             | 178    |
| Direkt Bild zu diesem Denkmal hochladen | 147 Eschen    | Schönfließ, am südlichen Ausgang des Schlossparks, 70 m vom Schloss entfernt ()                      |                            |             | 179    |
| BW                                      | Ahornplantane | Schönfließ, Kindergarten, Dorfstraße; Flur 1, Flurstück 42 (52° 39′ 16,4″ N, 13° 20′ 23,7″ O)        |                            |             | 180    |
| Direkt Bild zu diesem Denkmal hochladen | Eiche         | Schönfließ, an der Schönfließer Straße; Flur 3, Flurstück 28 ()                                      |                            |             | 181    |

## Zühlsdorf
| Bild            | Bezeichnung | Lage                                                                                        | Beschreibung | Schutzzweck | Nummer |
| --------------- | ----------- | ------------------------------------------------------------------------------------------- | ------------ | ----------- | ------ |
| Fotos hochladen | Findling    | Zühlsdorf, Ortsausgang nach Wandlitz; Flur 8, Flurstück 80 (52° 43′ 57,2″ N, 13° 23′ 30″ O) |              |             | 247    |